# The Stones in the Park
The Stones in the Park ist die Filmdokumentation eines kostenlosen Freiluftkonzerts der britischen Band The Rolling Stones am 5. Juli 1969 im Londoner Hyde Park. Neben den Rolling Stones traten eine Reihe weiterer Bands auf, die im Film jedoch nicht gezeigt werden. Die Zuschauerzahl wird auf 250.000 – 500.000 geschätzt. Der ursprünglich im Fernsehen gezeigte Film erschien 2003 auf DVD.

## Hintergrund
Für die Rolling Stones war der Auftritt das erste größere Livekonzert seit ihrer Europatournee im März und April 1967. Zudem war es das erste Konzert mit dem neuen Gitarristen Mick Taylor. Taylor war für Brian Jones in die Band gekommen, der einen Monat zuvor aus der Gruppe ausgetreten war. Zwei Tage vor dem Konzert ertrank Jones in seinem Swimmingpool. Die Rolling Stones machten ihren Auftritt im Hyde Park zu einer Gedenkfeier für den toten Ex-Kollegen.
Das Konzert wurde organisiert von Blackhill Enterprises, Stage Manager war Sam Cutler, der die Stones als „the greatest rock & roll band in the world“ ankündigte.

## Die anderen Bands
Bei dem Konzert traten acht Gruppen und Interpreten auf; außer den Rolling Stones waren dies:
- Screw
- King Crimson
- Alexis Korner’s New Church
- Roy Harper
- The Battered Ornaments
- Family
- Third Ear Band

## The Rolling Stones
Die Rolling Stones traten in der Besetzung Mick Jagger (Gesang und Mundharmonika), Keith Richards (Gitarre), Mick Taylor (Gitarre), Charlie Watts (Schlagzeug) und Bill Wyman (Bass) auf. Zeitweise standen Ginger Johnson und seine African Drummers mit auf der Bühne.
Bevor sie den ersten Titel spielten, bat Jagger um Ruhe, um einige Worte zum Gedenken an Brian Jones zu sagen. Er las zwei Verse aus dem Gedicht Adonaïs von Percy Shelley vor, das dieser zum Tode von John Keats geschrieben hatte. Dann wurden tausende weißer Schmetterlinge aus Kartons freigelassen.
Insgesamt spielten sie 14 Titel:
- I'm Yours & I'm Hers – Original von Johnny Winter
- Jumpin’ Jack Flash
- Mercy Mercy
- Down Home Girl
- Stray Cat Blues
- No Expectations
- I'm Free
- Loving Cup
- Love in Vain – Original von Robert Johnson
- (I Can’t Get No) Satisfaction
- Honky Tonk Women
- Midnight Rambler
- Street Fighting Man
- Sympathy for the Devil – mit Ginger Johnson’s African Drummers

## Der Film
Der Film zeigt nur eine Auswahl der dargebotenen Stücke und diese nicht in der ursprünglichen Reihenfolge und nicht alle in voller Länge. Zusätzlich ist Hintergrundmaterial integriert, etwa Szenen im Hyde Park und Interviews mit Jagger. Zu sehen sind die Darbietungen folgender Titel:
- Midnight Rambler (4:30)
- (I Can't Get No) Satisfaction (4:00)
- I'm Free (2:50)
- I'm Yours & I'm Hers (2:10)
- Jumpin' Jack Flash (3:20)
- Honky Tonk Women (3:05)
- Love in Vain (4:30)
- Sympathy for the Devil (10:30)

Die DVD enthält die drei zusätzlichen Lieder
- Mercy Mercy
- Stray Cat Blues
- No Expectations

und weitere Beiträge in Form von Interviews und Berichten aus früheren Jahren.